# حزب ناسیونال دموکرات (لهستان)
حزب ناسیونال دموکرات حزبی سیاسی و دست راستی بود که پیش از جنگ جهانی دوم در لهستان فعالیت می‌کرد. رومن دمووسکی از مؤسسان این حزب بود.

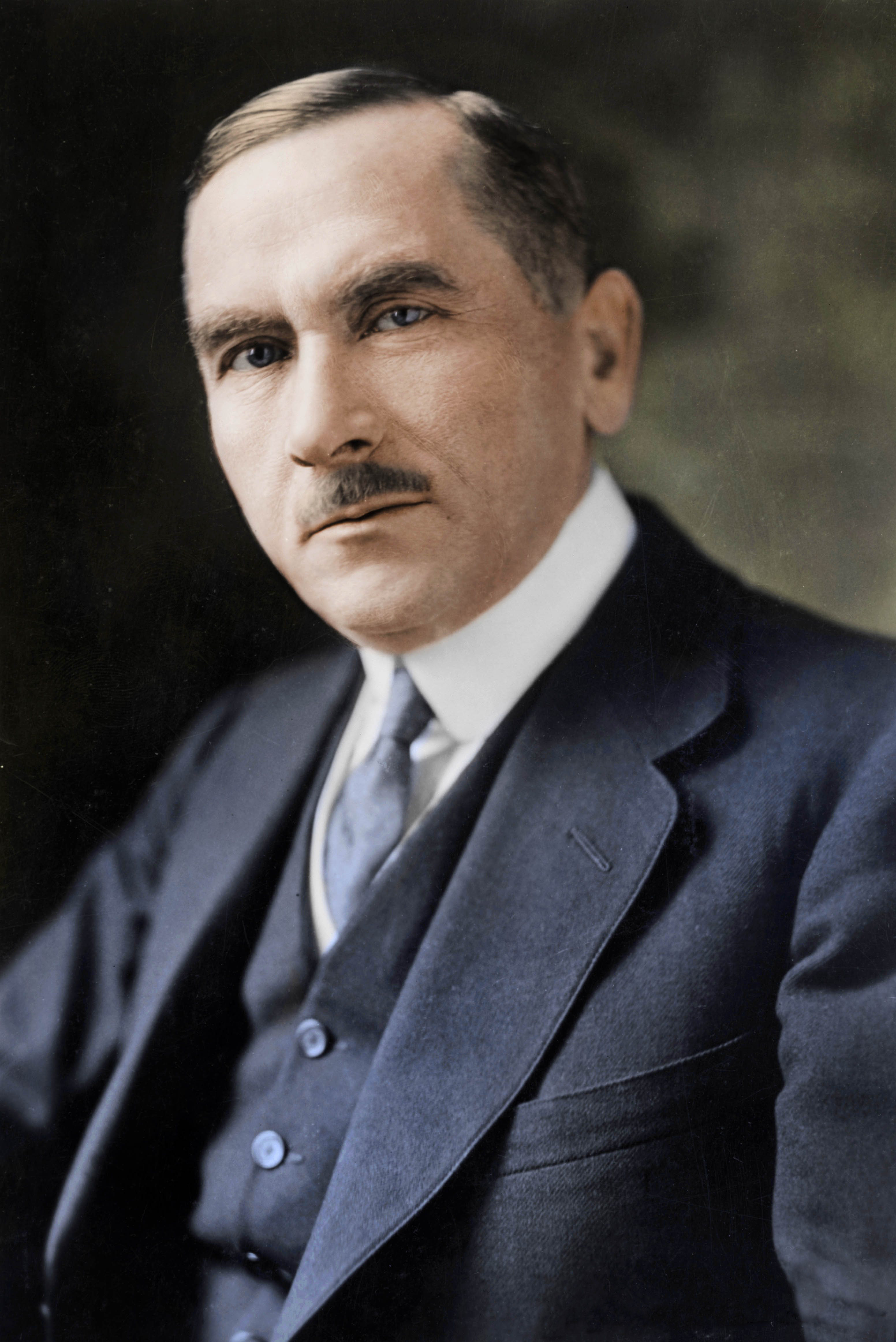
رومن دمووسکی.

در طول جنگ جهانی دوم این حزب در ائتلافی بود که دولت تبعیدی لهستان را تشکیل می‌داد. این حزب رابطهٔ نزدیکی با «نارودوه سیلی زبرونجه» (در لهستانی: نیروهای مسلح ملی) سازمان زیرزمینی جنجالی که بخش کوچکی از جنبش مقاومت لهستان بود داشت.